# El Naranjo, Mazatlán Villa de Flores
El Naranjo är en ort i Mexiko.   Den ligger i kommunen Mazatlán Villa de Flores och delstaten Oaxaca, i den sydöstra delen av landet, 280 km sydost om huvudstaden Mexico City. El Naranjo ligger 1 671 meter över havet och antalet invånare är 161.
Terrängen runt El Naranjo är bergig åt nordost, men åt sydväst är den kuperad. El Naranjo ligger uppe på en höjd. Runt El Naranjo är det ganska tätbefolkat, med 52 invånare per kvadratkilometer. Närmaste större samhälle är San Juan Bautista Cuicatlán, 18,0 km söder om El Naranjo. I omgivningarna runt El Naranjo växer huvudsakligen savannskog.